# Adis Katschkynbekow
Adis Katschkynbekow (kirgisisch Адис Качкынбеков; * 16. März 1997) ist ein kirgisischer Eishockeyspieler, der seit 2015 für die Mannschaft der kirgisischen Staatsbahn Kyrgys Temir Dscholu in der kirgisischen Eishockeyliga spielt.

## Karriere
Adis Katschkynbekow begann seine Karriere bei der Mannschaft der kirgisischen Staatsbahn Kyrgys Temir Dscholu aus der Hauptstadt Bischkek in der kirgisischen Eishockeyliga, für den er bis heute spielt.

### International
Für die Kirgisische Nationalmannschaft nahm Katschkynbekow erstmals am IIHF Challenge Cup of Asia 2016 teil, teil, als er mit seiner Mannschaft beim Heimturnier in Bischkek die Division I gewann, wodurch der Aufstieg in die Top-Division gelang. Es folgte die Teilnahme an den Winter-Asienspielen 2017 in Sapporo, wo das Finale der Division II erreicht, aber gegen Turkmenistan verloren wurde.
Außerdem nahm Katschkynbekow an der Qualifikation zur Weltmeisterschaft der Division III 2019, der Weltmeisterschaft der Division IV 2022 und den Weltmeisterschaft der Division III 2023 und 2024 teil. Dabei gelang sowohl 2022 als auch 2023 der Aufstieg in die jeweils höhere Leistungsstufe. Zudem vertrat er seine Farben bei der Olympiaqualifikation für die Winterspiele in Peking 2022.

## Erfolge und Auszeichnungen
- 2016 Aufstieg in die Top-Division beim IIHF Challenge Cup of Asia der Division I
- 2022 Aufstieg in die Division III, Gruppe B, bei der Weltmeisterschaft der Division IV
- 2023 Aufstieg in die Division III, Gruppe A, bei der Weltmeisterschaft der Division III, Gruppe B